# Liste der Kulturgüter in Serravalle
Die Liste der Kulturgüter in Serravalle enthält alle Objekte in der Gemeinde Serravalle im Kanton Tessin, die gemäss der Haager Konvention zum Schutz von Kulturgut bei bewaffneten Konflikten, dem Bundesgesetz vom 20. Juni 2014 über den Schutz der Kulturgüter bei bewaffneten Konflikten sowie der Verordnung vom 29. Oktober 2014 über den Schutz der Kulturgüter bei bewaffneten Konflikten unter Schutz stehen.
Objekte der Kategorien A und B sind vollständig in der Liste enthalten, Objekte der Kategorie C fehlen zurzeit (Stand: 1. Januar 2023).

## Kulturgüter
| Foto |                                                                                            | Objekt | Kat. | Typ | Standort                                                | Beschreibung |
| ---- | ------------------------------------------------------------------------------------------ | --- | ---- | --- | ------------------------------------------------------- | ------------ |
| ja   | Datei hochladen · Wikidata zu Pfarrkirche San Martino mit Beinhaus und Kirchhof (Q3671128) | Pfarrkirche San Martino mit Beinhaus und Kirchhof / Chiesa parrochiale di San Martino con ossario e sagrato KGS-Nr.: 05570  | A    | G   | Malvaglia, Via Brugaio 1 718808 / 140303                |              |
| ja   | Datei hochladen · Wikidata zu Ruine des mittelalterlichen Heidenhauses (Q29527511)         | Ruine des mittelalterlichen Heidenhauses / Ruderi della case dei Pagani medievale KGS-Nr.: 05572                            | A    | G   | Malvaglia, Ruderi della Casa dei Pagani 718960 / 141120 |              |
| ja   | Datei hochladen · Wikidata zu Kirche Santa Maria Assunta mit Beinhaus (Q3673337)           | Pfarrkirche Santa Maria Assunta mit Beinhaus / Chiesa di Santa Maria Assunta con ossario KGS-Nr.: 05725                     | A    | G   | Semione, Via Semione Chiesa 26 717899 / 140765          |              |
| ja   | Datei hochladen · Wikidata zu Burg Serravalle (Q2273982)                                   | Semione (Serravalle), Ruine der mittelalterlichen Burg / Semione (Serravalle), ruderi del castello medievale KGS-Nr.: 05726 | A    | F/G | Semione, Via Serravalle 717951 / 141300                 |              |
| BW   | Datei hochladen · Wikidata zu Oratorium Santa Maria Bambina (Q29527516)                    | Oratorium Santa Maria Bambina / Oratorio di Santa Maria Bambina KGS-Nr.: 05727                                              | A    | G   | Semione, Via Navone 18 717038 / 141528                  |              |
| ja   | Datei hochladen · Wikidata zu Oratorium San Pietro (Q3671648)                              | Oratorium San Pietro / Oratorio di San Pietro KGS-Nr.: 05450                                                                | B    | G   | Ludiano, Via San Pietro 1 717711 / 142791               |              |
| ja   | Datei hochladen · Wikidata zu Pfarrkirche San Secondo (Q3672029)                           | Pfarrkirche San Secondo / Chiesa parrocchiale di San Secondo KGS-Nr.: 05530                                                 | B    | G   | Ludiano, Via alla Chiesa 11 717830 / 142234             |              |
| BW   | Datei hochladen · Wikidata zu Trotte Ca d'Ferèi (Q29889955)                                | Trotte Ca d’Ferèi / Torchio Ca d’Ferèi KGS-Nr.: 05729                                                                       | B    | G   | Semione, Via San Carlo 36 717767 / 140650               |              |
| BW   | Datei hochladen · Wikidata zu Trotte Ca d'Fidell (Q29889957)                               | Trotte Ca d’Fidell / Torchio Ca d’Fidell KGS-Nr.: 05730                                                                     | B    | G   | Semione, Ca d’Fidell 717932 / 140797                    |              |
| ja   | Datei hochladen · Wikidata zu Kapelle San Dionigi (Q29889943)                              | Kapelle San Dionigi / Cappella di San Dionigi KGS-Nr.: 11985                                                                | B    | G   | Malvaglia, Via Val Malvaglia 718870 / 140671            |              |
| BW   | Datei hochladen · Wikidata zu Oratorium San Giacomo in Madra (Q29889947)                   | Oratorium San Giacomo in Madra / Oratorio di San Giacomo a Madra KGS-Nr.: 11986                                             | B    | G   | Malvaglia, Mèdra 723843 / 143542                        |              |
| ja   | Datei hochladen · Wikidata zu Landfogti Palast (Q29889952)                                 | Landvogthaus / Palazzo dei Landfogti KGS-Nr.: 11987                                                                         | B    | G   | Malvaglia, Via Palazzo 14 718390 / 141471               |              |
| ja   | Datei hochladen · Wikidata zu Lavù-Brücke (Q29889953)                                      | Lavù-Brücke / Ponte di Lavù KGS-Nr.: 11988                                                                                  | B    | G   | Malvaglia, Ponte di Lavù 719215 / 141011                |              |
| ja   | Datei hochladen · Wikidata zu Oratorium Santa Maria del Castello (Q3673723)                | Oratorium Santa Maria del Castello / Oratorio di Santa Maria del Castello KGS-Nr.: 12013                                    | B    | G   | Semione, Via Serravalle 9 717962 / 141253               |              |
| BW   | Datei hochladen · Wikidata zu Trotte Ca d’Varenzin (Q29889958)                             | Trotte Ca d’Varenzin / Torchio di Ca d’Varenzin KGS-Nr.: 12014                                                              | B    | G   | Semione, Via Ca d’Varenzin 1 717944 / 140097            |              |